# Liste des intercommunalités de l'Isère
Au 1er janvier 2020, le département de l'Isère compte 18 établissements publics de coopération intercommunale à fiscalité propre dont le siège est dans le département (une métropole, 3 communautés d'agglomération et 14 communautés de communes, dont deux sont interdépartementales).

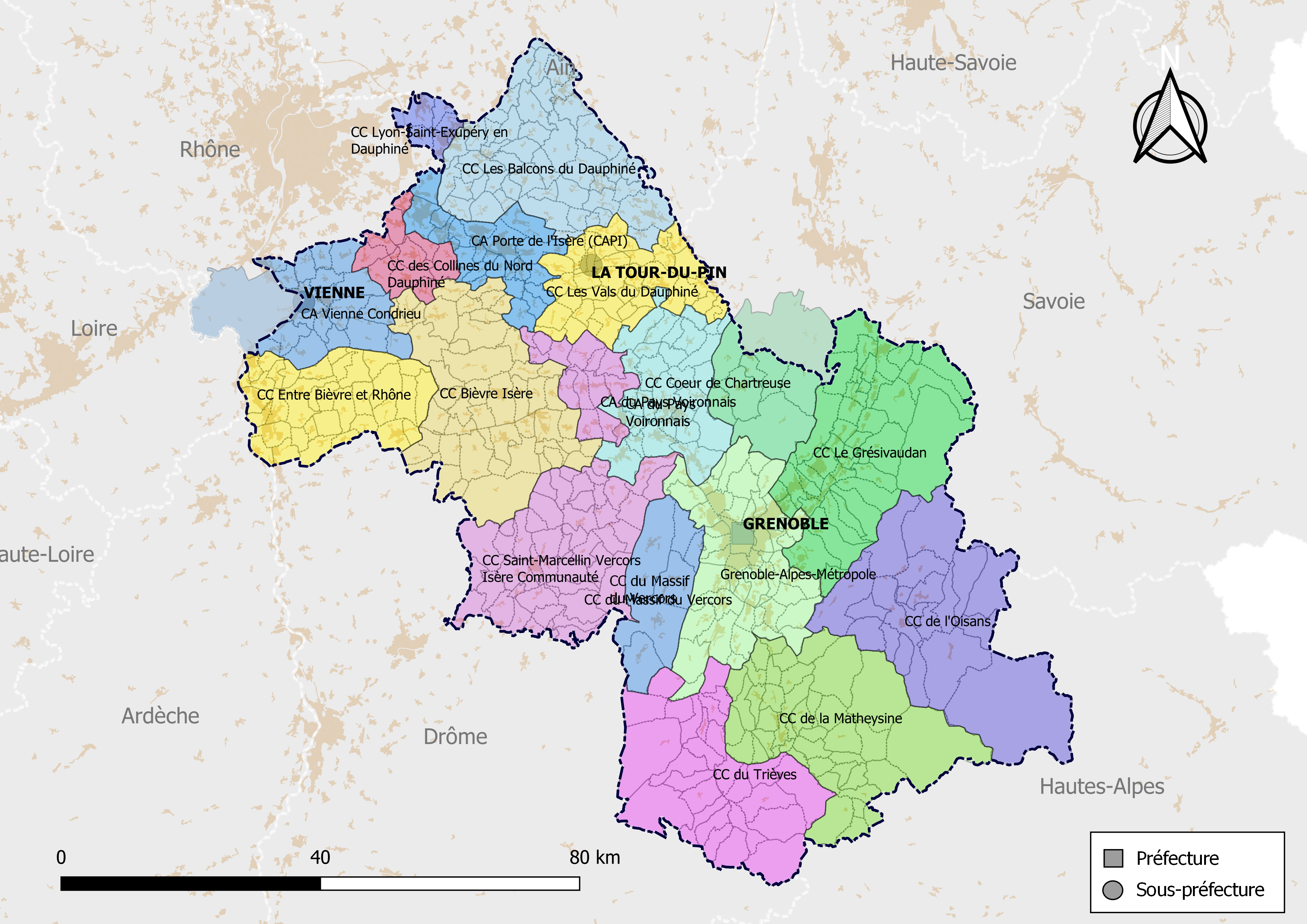
Carte des EPCI de l'Isère au 1 1 2019.

## Intercommunalités à fiscalité propre
| Forme juridique            | Nom                                      | no SIREN  | Date de création | Nombre de communes      | Population (der. pop. légale) | Superficie (km2) | Densité (hab./km2) | Siège                         | Président              |
| -------------------------- | ---------------------------------------- | --------- | ---------------- | ----------------------- | ----------------------------- | ---------------- | ------------------ | ----------------------------- | ---------------------- |
| Métropole                  | Grenoble-Alpes Métropole                 | 200040715 | 1er janvier 2014 | 49                      | 449 488 (2021)                | 545,50           | 824                | Grenoble                      | Christophe Ferrari     |
| Communauté d'agglomération | CA Porte de l'Isère                      | 243800604 | 1er janvier 2007 | 22                      | 110 918 (2021)                | 245,90           | 451                | L'Isle-d'Abeau                | Jean Papadopulo        |
| Communauté d'agglomération | CA du Pays voironnais                    | 243800984 | 1er janvier 2000 | 31                      | 95 590 (2021)                 | 367,30           | 260                | Voiron                        | Jean-Paul Bret         |
| Communauté d'agglomération | Vienne Condrieu Agglomération            | 200077014 | 1er janvier 2018 | 30 (dont 18 dans le 38) | 93 560 (2021)                 | 419,0            | 223                | Vienne                        | Thierry Kovacs         |
| Communauté de communes     | CC Le Grésivaudan                        | 200018166 | 1er janvier 2009 | 43                      | 102 588 (2021)                | 676,70           | 152                | Crolles                       | Henri Baile            |
| Communauté de communes     | CC Les Balcons du Dauphiné               | 200068542 | 1er janvier 2017 | 47                      | 78 100 (2021)                 | 617,20           | 127                | Saint-Chef                    | Jean-Yves Brenier      |
| Communauté de communes     | CC Les Vals du Dauphiné                  | 200068567 | 1er janvier 2017 | 36                      | 64 006 (2021)                 | 347,40           | 184                | La Tour-du-Pin                | Bernard Badin          |
| Communauté de communes     | CC Bièvre Isère                          | 200059392 | 1er janvier 2016 | 50                      | 55 693 (2021)                 | 695,60           | 80                 | Saint-Étienne-de-Saint-Geoirs | Joël Gullon            |
| Communauté de communes     | CC Entre Bièvre et Rhône                 | 200085751 | 1er janvier 2019 | 37                      | 69 425 (2021)                 | 409,90           | 169                | Saint-Maurice-l'Exil          | Sylvie Dézarnaud       |
| Communauté de communes     | Saint-Marcellin Vercors Isère Communauté | 200070431 | 1er janvier 2017 | 47                      | 44 797 (2021)                 | 596,20           | 75                 | Saint-Marcellin               | Frédéric De Azevedo    |
| Communauté de communes     | CC Lyon Saint-Exupéry en Dauphiné        | 243800935 | 21 décembre 1993 | 6                       | 29 580 (2021)                 | 61,50            | 481                | Charvieu-Chavagneux           | Gérard Dezempte        |
| Communauté de communes     | CC des Collines du Nord Dauphiné         | 243801255 | 12 décembre 2001 | 10                      | 25 212 (2021)                 | 138,0            | 183                | Heyrieux                      | René Porretta          |
| Communauté de communes     | CC de Bièvre Est                         | 243801073 | 1er janvier 2002 | 14                      | 22 905 (2021)                 | 154,40           | 148                | Colombe                       | Roger Valtat           |
| Communauté de communes     | CC de la Matheysine                      | 200040657 | 1er janvier 2014 | 43                      | 18 947 (2021)                 | 638,70           | 30                 | Susville                      | Eric Balme             |
| Communauté de communes     | CC Cœur de Chartreuse                    | 200040111 | 1er janvier 2014 | 17 (dont 7 dans le 38)  | 17 129 (2021)                 | 356,80           | 48                 | Entre-deux-Guiers             | Anne Lenfant           |
| Communauté de communes     | CC du massif du Vercors                  | 243801024 | 1er janvier 2001 | 6                       | 11 967 (2021)                 | 255,0            | 47                 | Villard-de-Lans               | Franck Girard-Carrabin |
| Communauté de communes     | CC de l'Oisans                           | 243800745 | 1er janvier 2002 | 19                      | 10 409 (2021)                 | 546,10           | 19                 | Le Bourg-d'Oisans             | Guy Vernet             |
| Communauté de communes     | CC du Trièves                            | 200030658 | 1er janvier 2012 | 27                      | 10 261 (2021)                 | 631,80           | 16                 | Monestier-de-Clermont         | Jérôme Fauconnier      |

## Histoire

### Au1erjanvier 2019
La Communauté de communes Entre Bièvre et Rhône est créée par la fusion des communautés de communes du Pays Roussillonnais et du Territoire de Beaurepaire.

### Au1erjanvier 2018
La Communauté d'agglomération Vienne Condrieu Agglomération est créée par la fusion de la Communauté de communes de la Région de Condrieu à la Communauté d'agglomération du Pays Viennois

### Au1erjanvier 2017
La Communauté de communes du Sud Grésivaudan est créée par la fusion des communautés de communes de Chambaran Vinay Vercors, de la Bourne à l’Isère et du pays de Saint-Marcellin.
La Communauté de communes Les Vals du Dauphiné est créée par la fusion des Communautés de communes de Bourbre-Tisserands, des Vallons du Guiers, de la Vallée de l’Hien et des Vallons de la Tour.
La Communauté de communes les Balcons du Dauphiné est créée par la fusion des Communautés de communes des Balmes Dauphinoises, de l'Isle-Crémieu et du Pays des Couleurs.

### Au1erjanvier 2014
La Communauté de communes Porte Dauphinoise de Lyon Satolas est renommée Communauté de communes Porte Dauphinoise de Lyon Saint-Exupéry.
Les Communautés de communes du Balcon Sud de la Chartreuse et Communauté de communes du Sud Grenoblois rejoignent la Communauté d'agglomération Grenoble-Alpes Métropole.
La Communauté de communes de la Matheysine, du Pays de Corps et des Vallées du Valbonnais est créée par la fusion des Communautés communes de la Matheysine, du Pays de Corps et des Vallées du Valbonnais, et du regroupement de dix communes non-affiliées (Cognet, Marcieu, Mayres-Savel, Monteynard, Nantes-en-Ratier, Ponsonnas, Prunières, Saint-Arey, Saint-Honoré et Sousville).
La Communauté de communes Cœur de Chartreuse est créée par la fusion des Communautés de communes de Chartreuse Guiers, de la Vallée des Entremonts (Isère & Savoie) et du Mont Beauvoir (Savoie).
La Communauté de communes Bièvre Isère est créée par la fusion des Communautés de communes de Bièvre Chambaran et du Pays de Bièvre-Liers.
La Communauté de communes Bourbre-Tisserands est créée par la fusion des Communautés de communes de La Chaîne des Tisserands et de la Vallée de la Bourbre, ainsi que le regroupement d'une commune non-affiliée, Saint-Ondras.

### Au1erjanvier 2013
La Communauté de communes Chambaran Vinay Vercors est créée par la fusion des Communautés de communes de Vinay et de Vercors Isère.

### Au1erjanvier 2012
La Communauté de communes du Trièves est créée par la fusion des Communautés de communes du Canton de Clelles, de Mens et du Canton de Monestier-de-Clermont.
La Communauté de communes Bièvre Chambaran est créée par la fusion des communautés decommunes de Bièvre Toutes Aures et du Pays de Chambaran.

### Au1erjanvier 2010
La Communauté de communes des Deux Alpes rejoint la Communauté de communes de l'Oisans.

### Au1erjanvier 2009
La Communauté de communes du Pays du Grésivaudan est créée par la fusion des Communautés de communes du Moyen Grésivaudan, du Balcon de Belledonne, du Haut Grésivaudan et du Plateau des Petites Roches.

### Au1erjanvier 2008
La Communauté de communes Les Balcons du Rhône rejoint la Communauté de communes de l'Isle-Crémieu.